# Saitis taeniata
Saitis taeniata är en spindelart som beskrevs av Eugen von Keyserling 1883. Saitis taeniata ingår i släktet Saitis och familjen hoppspindlar. Inga underarter finns listade i Catalogue of Life.